# Samlandbahn
| Samlandbahn                    | Samlandbahn          |
| ------------------------------ | -------------------- |
| Eisenbahnen um Königsberg 1938 |                      |
| Spurweite:                     | 1435 mm (Normalspur) |
|                                |                      |

Die Samlandbahn AG (benannt nach der Halbinsel Samland) wurde am 13. April 1899 von der Firma Lenz & Co GmbH gegründet. Die ebenfalls zum Konzern der AG für Verkehrswesen gehörende Ostdeutsche Eisenbahn-Gesellschaft in Königsberg übernahm das Aktienkapital fast vollständig und führte den Betrieb.

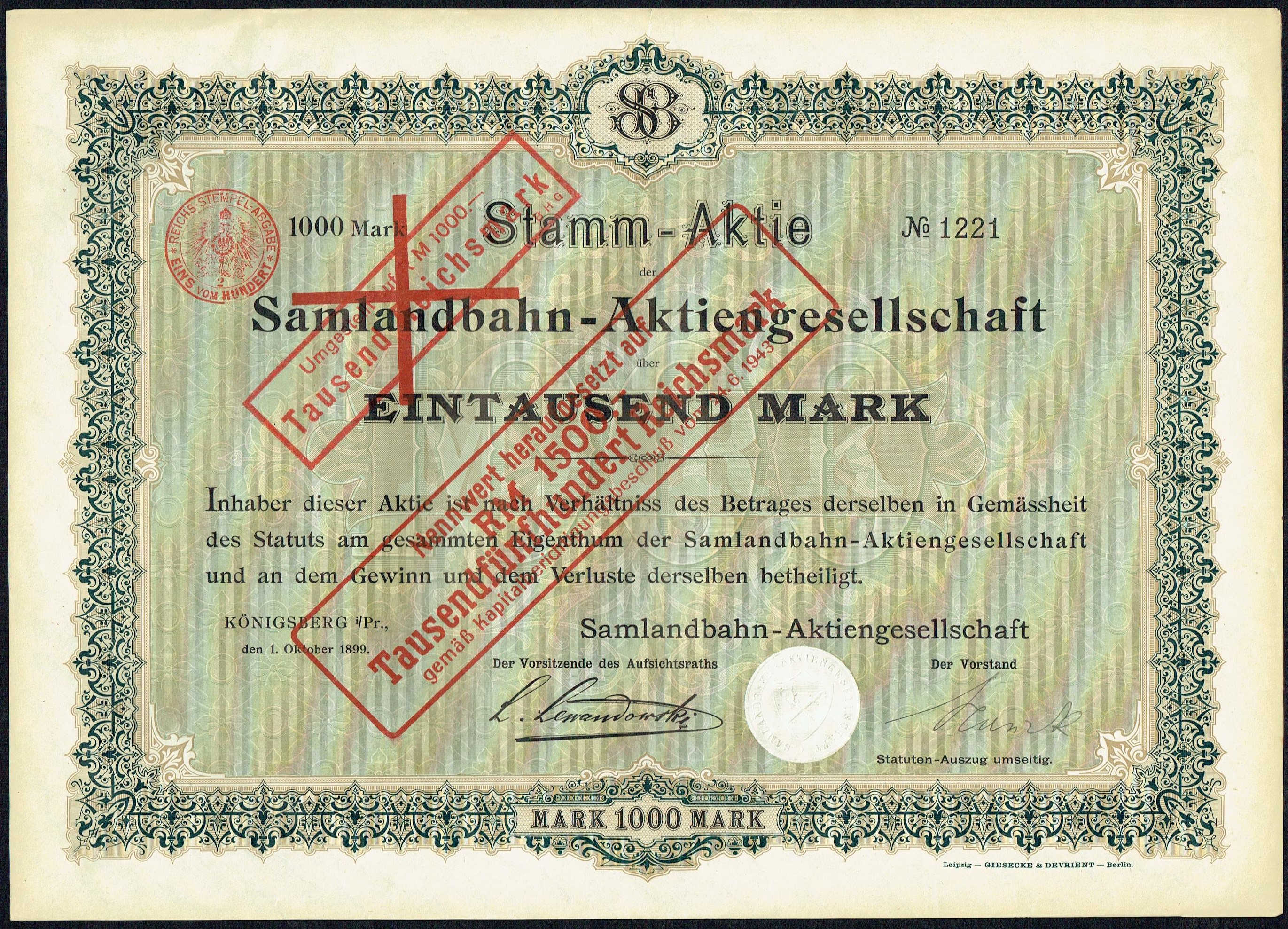
Gründeraktie der Samlandbahn-AG vom 1. Oktober 1899

## Geschichte
Die normalspurige Kleinbahnstrecke nahm ab 14. Juli 1900 vom Samlandbahnhof im Norden von Königsberg ihren Ausgang und führte in nordwestlicher Richtung durch das Samland nach Marienhof, wo  ab 1. Oktober 1900 die Fischhausener Kreisbahn nach Fischhausen abzweigte. Dann ging es ab 21. Januar 1901 in nördlicher Richtung weiter zur Ostseeküste, die sie im Bahnhof Neukuhren erreichte. Von hier führte eine Verbindung der Königsberg-Cranzer Eisenbahngesellschaft ostwärts nach Cranz. Seit 1928 bildete sich eine Betriebsgemeinschaft der Königsberg-Cranzer Eisenbahn mit der Samlandbahn, die beide den neuen Nordbahnhof in Königsberg benutzten.
Die Samlandbahn folgte der Küste in westlicher Richtung zur Station Rauschen Ort, die im Süden dieses beliebten Seebades – etwa 1600 m Luftlinie vom Strand entfernt – lag, und erreichte den Endpunkt Warnicken nach 45 km Fahrt. Zwischen Rauschen Ort und Warnicken wurde am 2. Juni 1906 eine zwei Kilometer lange Abzweigung sowie ein Gleisdreieck zum Kopfbahnhof Rauschen Düne angelegt, um die Besucher des Bades näher an den Strand zu bringen. Bemerkenswert ist, dass seit 25. Juni 1910 eine gemeindeeigene Drahtseilbahn mit der Spurweite 750 mm vom Hochufer hinunter zum Strand verkehrte.
Die Weiterführung der Bahn von Warnicken war seit Jahrzehnten geplant, um von Cranz bis Pillau entlang der gesamten Küste des Samlandes eine durchgehende Bahnverbindung zu besitzen. Als der Zweite Weltkrieg begann, fehlte noch ein Teilstück von fünf Kilometer Länge zwischen Warnicken und Groß Dirschkeim. Im Februar 1945, als die Rote Armee schon weite Teile Ostpreußens erobert hatte, wurde die Lücke geschlossen. Um die Bewohner, die sich an die Küste geflüchtet hatten, zu dem leistungsfähigen Hafen Pillau befördern zu können, wurden auf der jahrelang vorbereiteten Trasse die Gleise eingebaut, die von stillgelegten Abschnitten wegtransportiert wurden. Es soll jedoch nur noch ein Zug mit Flüchtlingen gefahren sein, bevor das Land endgültig besetzt war.
Zur Samlandbahn gehörte seit 1. April 1932 ein Busbetrieb mit sechs Linien und einer Länge von 142 Kilometern.

## Streckenverlauf Königsberg–Warnicken

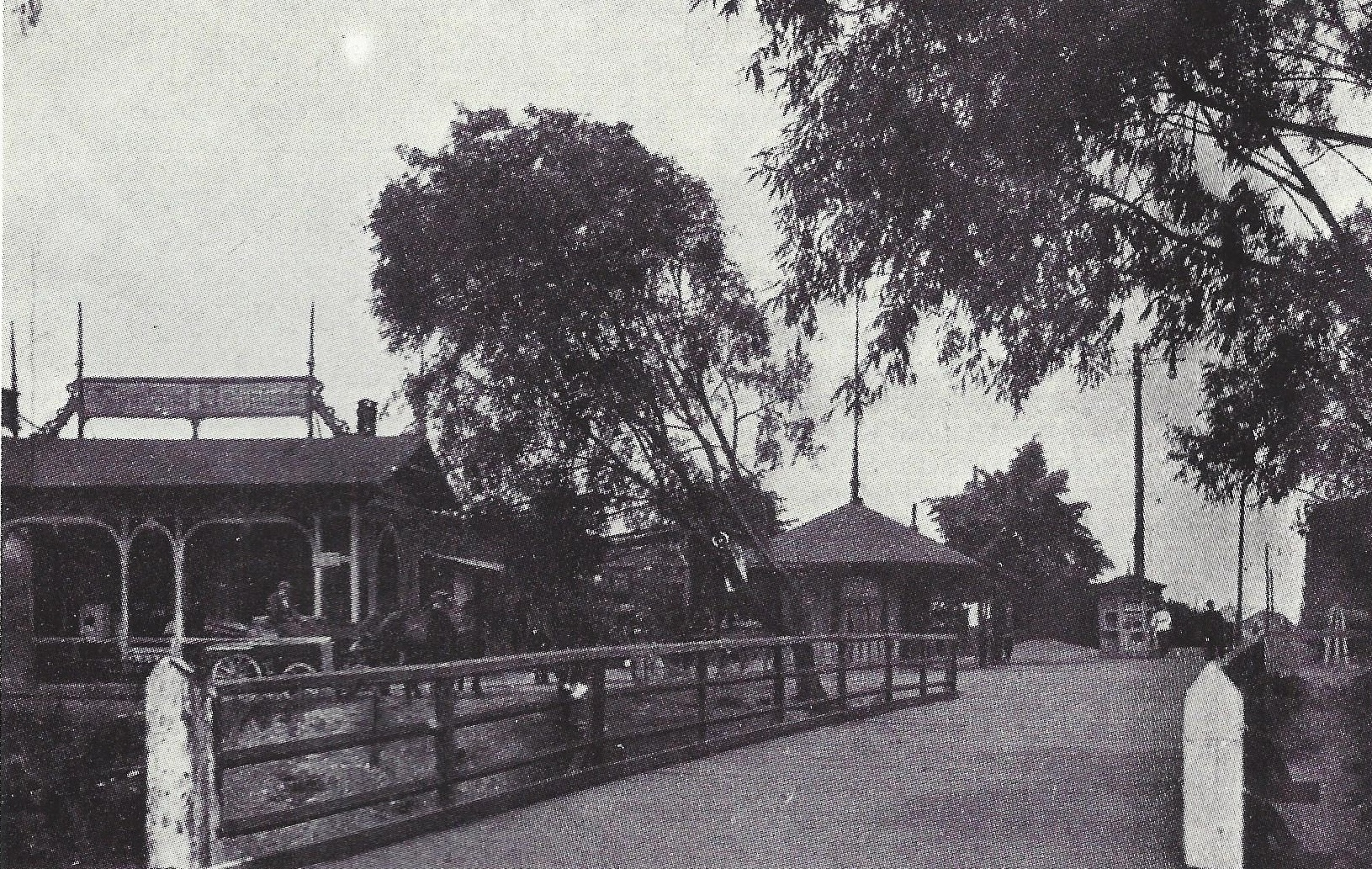
Samlandbahnhof in Königsberg

| Kilo- meter | Höhe m | Haltestelle            | Haltestelle             | Bemerkung                          |
| Kilo- meter | Höhe m | deutsch                | russisch                | Bemerkung                          |
| ----------- | ------ | ---------------------- | ----------------------- | ---------------------------------- |
| 0,0         |        | Königsberg Nordbahnhof | Kaliningrad Sewerny     |                                    |
| 4,7         |        | Kbg.-Charlottenburg    | Lermontowo              |                                    |
| 6,9         |        | Kbg.-Tannenwalde       | Tschkalowsk             |                                    |
| 8,4         |        | Goldschmiede           | Dimitrowo               |                                    |
| 9,8         |        | Gallhöfen              |                         |                                    |
| 13,1        |        | Mednicken              | Druschnoje-Sapadnoje    |                                    |
| 16,3        |        | Dommelkeim             | Pawlinino               |                                    |
| 17,3        |        | Willgaiten             | Kolossowka-Sapadnaja    |                                    |
| 19,3        |        | Drugehnen-Galtgarben   | O.p. 20 km              |                                    |
| 22,7        |        | Drugehnen-Marienhof    | Pereslawskoje-Sapadnoje | Abzweigung Fischhausener Kreisbahn |
| 25,2        |        | Perteltnicken          |                         |                                    |
| 27,6        |        | Watzum-Pobethen        | Gorkowskoje-Romanowo    |                                    |
| 29,6        |        | Kalthof                |                         |                                    |
| 31,7        |        | Lixeiden               | Obuchowo                |                                    |
| 35,2        |        | Neukuhren (Kurort)     | Pionerski               | Verbindung in Richtung Cranz       |
| 40,0        |        | Rauschen Ort           | Swetlogorsk 1           |                                    |
| 43,0        |        | Rauschen Düne          | Swetlogorsk 2           | Kopfbahnhof                        |
| 45,2        |        | Georgenswalde          | Otradnoje               | 2006 stillgelegt                   |
| 47,0        |        | Warnicken              | Lesnoje                 | 2006 stillgelegt                   |

## Heutiger Zustand der Strecken
Die Bahnstrecke Kaliningrad–Swetlogorsk ist elektrifiziert und wird regelmäßig befahren (etwa acht Zugpaare täglich), ebenso die Strecke Königsberg–Cranz. Auf der Strecke Rauschen–Warnicken–Sorgenau–Fischhausen liegen zwar Gleise, jedoch findet kein planmäßiger Verkehr statt. Die Fischhausener Kreisbahn (Marienhof–Gaffken) ist verschwunden.